# Мишкино (посёлок, Пермский край)
Мишкино — посёлок железнодорожной площадки в Пермском крае России. Входит в Краснокамский городской округ.

## География
Населённый пункт находится с северной стороны от железной дороги Москва-Пермь, примыкая к населённому пункту Железнодорожная Будка 1405 км Краснокамского городского округа.
Климат
Климат умеренно континентальный. Наиболее тёплым месяцем является июль, средняя месячная температура которого 17,4—18,2 °C, а самым холодным январь со среднемесячной температурой −15,3…−14,7 °C. Продолжительность безморозного периода 110 дней. Снежный покров удерживается 170—180 дней.

## Население
Население населённого пункта составило 33 человека в 2002 году, 3 человека в 2010 году.
Национальный состав
Согласно результатам переписи 2002 года, в национальной структуре населения русские составляли 88 %.

## История
До 2018 года населённый пункт входил в Оверятское городское поселение Краснокамского района. После упразднения обоих муниципальных образований вошел в состав образованного муниципального образования Краснокамского городского округа.
В ноябре 2023 года было принято решение влить в посёлок Железнодорожную будку 1405 км.

## Транспорт
Остановка Стрелка пригородных поездов. Автомобильное сообщение по асфальтированной дороге Новая Ивановка-полигон ТБО.